# Adiljan Tulendibaev
Adiljan Tulendibaev (11 de abril de 1985) es un deportista uzbeko que compitió en judo y en judo adaptado.
Ganó una medalla de bronce en el Campeonato Asiático de Judo de 2009 en la categoría abierta. En yudo adaptado obtuvo una medalla de oro en los Juegos Paralímpicos de Río de Janeiro 2016 en la categoría +100 kg.

## Palmarés internacional
| Campeonato Asiático | Campeonato Asiático | Campeonato Asiático | Campeonato Asiático |
| Año                 | Lugar               | Medalla             | Categoría           |
| ------------------- | ------------------- | ------------------- | ------------------- |
| 2009                | Taipéi (Taiwán)     | Medalla de bronce   | Abierta             |

| Juegos Paralímpicos | Juegos Paralímpicos     | Juegos Paralímpicos | Juegos Paralímpicos |
| Año                 | Lugar                   | Medalla             | Categoría           |
| ------------------- | ----------------------- | ------------------- | ------------------- |
| 2016                | Río de Janeiro (Brasil) | Medalla de oro      | +100 kg             |